# С-Транс
ТОВ «С-Транс» (Зміївський молочний завод) — молокозавод у місті Зміїв, Харківської області.
Сьогодні підприємство займає площу близько 3 000 м². Потужність виробництва становить 150 тонн на добу.

## Історія
Зміївський молочний завод відкритий у 1969 році і мав потужністю 40 тон молока на добу.
У 2003 році завод був реконструйований. У 2003-2011 роках у підприємство було вкладено понад 2 млн євро.
У 2004 році була введена торговельна марка «Хуторок».
30 травня 2012 року на заводі був відкритий новозбудований маслоцех, який дозволив почати виробництва масла. У липні 2012 року була вироблена перша тестова партія масла і спреда.

## Ринок збуту
У 2011 році продукція заводу була представлена у понад 600 супермаркетів та 2000 торговельних точках у Дніпропетровській (23 % ринку), Донецькій (12 % ринку), Запорізькій (20 % ринку), Луганській (10 % ринку), Полтавській та Харківській (13 % ринку) областях.

## Продукція

Логотип торговельної марки «Хуторок»

Компанія випускає продукцію під власними торговельними марками (ТМ «Хуторок», ТМ «Пані Хуторянка», ТМ «Молочна ферма», ТМ «Съешка». Крім того підприємство виробляє продукцію Privet Label для супермаркетів АТБ та Фоззі груп.

### Типи продукції
- Молоко і молоковмісні продукти
- Кефір і кефірні продукти
- Сметана і сметанні продукти
- Сирні вироби
- Ряжанка
- Сироватка